# Tejat Posterior
Tejat Posterior eller  My Geminorum (μ Gem, μ Geminorum), som är Bayer-beteckning för denna stjärna, finns i norra delen av stjärnbilden Tvillingarna.

## Etymologi
Stjärnans traditionella namn, Tejat Posterior, betyder bakre foten. Den markerar foten av Castor, en av tvillingarna. Detta namn syftade tidigare på en asterism bestående av denna stjärna, tillsammans med γ Gem (Alhena), ν Gem, η Gem (Tejat Prior), och ξ Gem (Alzirr). Namnen Calx (latin och betyder hälen), Pish Pai (från persiska Pīshpāy, پیشپای, som betyder framben) och Nuhatai (från arabiska Al Nuḥātai, den dubbla formen av Al Nuḥāt, "en kamels puckel") har My Geminorum tidigare också kallats.   

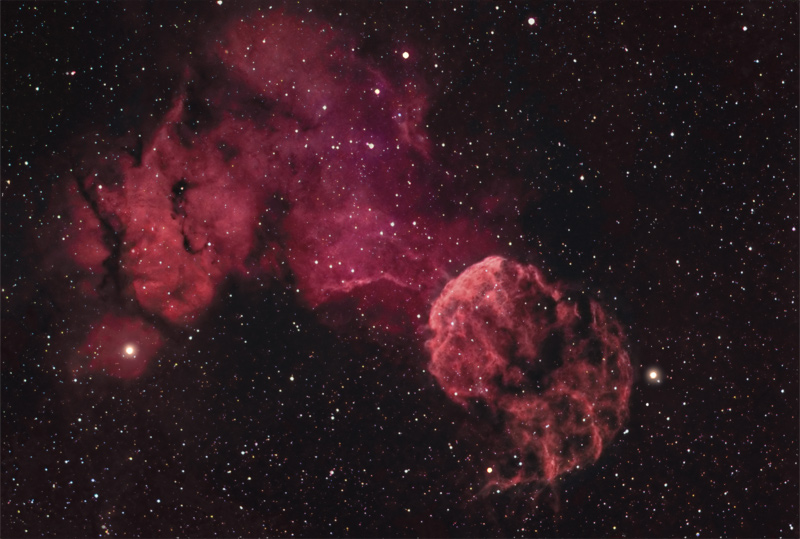
Tejat Posterior är stjärnan till vänster, omgiven av nebulosan S249. η Gem är den ljusa stjärnan till höger, nära supernovaresterna IC 443.

## Egenskaper
Tejat Posterior har en genomsnittlig magnitud på 2,9 , vilket gör den till den fjärde ljusaste medlemmen av stjärnbilden Tvillingarna. Från parallaxmätningar som gjorts inom Hipparcos-projektet, beräknas avståndet till denna stjärna vara omkring 230 ljusår (71 parsec). Dess visuella magnitud minskas med 0,07 som ett resultat av extinktion genom skymmande gas och stoft.
Denna stjärna är en långsam irreguljär variabel av typen LB. Dess ljusstyrka varierar mellan magnituden 2,75 och 3,02 under en 72-dygnsperiod, tillsammans med en 2 000-dygns långtidsvariation. Den är en röd jätte av spektraltyp M3 III, med en yttemperatur av 3 773 K, vilket betyder att den är ljusare och svalare än solen. Stjärnan befinner sig på asymptotiska jättegrenen och genererar energi genom kärnfusion av väte och helium utmed koncentriska skal som omger en inert kärna av kol och syre.